# Зеркан
Зерка́н (перс. زرقان‎) — город на юге Ирана, в провинции Фарс. Административный центр шахрестана Зеркан.
К юго-западу от города расположен одноимённый аэропорт.

## География
Город находится в центральной части Фарса, в горной местности юго-восточного Загроса, на высоте 1 584 метров над уровнем моря.
Зеркан расположен на расстоянии приблизительно 20 километров к северо-востоку от Шираза, административного центра провинции и на расстоянии 660 километров к юго-юго-востоку от Тегерана, столицы страны.

## Население
На 2006 год население составляло 19 861 человека; в национальном составе преобладают персы, в конфессиональном — мусульмане-шииты.